# Sarebbe stato facile
Sarebbe stato facile è un film italiano del 2013, diretto da Graziano Salvadori.

## Trama
Quattro amici omosessuali, due uomini e due donne, vorrebbero sposarsi senza uscire allo scoperto per mantenere le apparenze. Ma non è così facile.